# 氣旋基亞爾
超級氣旋風暴基亞爾（英語：Super Cyclonic Storm Kyarr，聯合颱風警報中心編號：04A，印度氣象局編號：ARB 03）是2019年北印度洋氣旋季第5個獲命名風暴，「基亞爾」一名由緬甸提供，意指老虎。也是繼2007年氣旋古努後，第1個達到超級氣旋風暴等級的熱帶系統，更是該年北印度洋氣旋季的最強風暴、有記錄以來北印度洋第六強的熱帶氣旋。基亞爾在獲得命名後便開始爆發增強，最終成為一個成熟且強大的熱帶氣旋。

## 氣象歷史
早在系統形成初期，就有數值預報認為有1－3個熱帶系統在阿拉伯海形成，但強度及路徑有所分歧，終在10月17日，美國海軍研究實驗室將阿拉伯海的一個低壓擾動編為熱帶擾動97A。
編號初期，97A的中心裸露，發展遲緩。直至10月19日系統才有所整合，但結構仍然鬆散。當天凌晨1時，聯合颱風警報中心給予擾動發展評級「低」。
10月23日，系統逐漸修補裸露的低壓中心，結構明顯改善。當天凌晨1時，聯合颱風警報中心把擾動評級提升為「中」。
10月24日上午11時，聯合颱風警報中心將擾動評級提升為「高」，並發布熱帶氣旋形成警報。同時印度氣象局將其升格為低氣壓，給予編號ARB 03。
10月25日凌晨2時，印度氣象局將其升格為強低氣壓，同時聯合颱風警報中心將其升格為熱帶風暴，給予熱帶氣旋編號04A。上午8時，印度氣象局將其升格為氣旋風暴，命名為基亞爾（Kyarr）。
10月26日凌晨2時，印度氣象局將其升格為強烈氣旋風暴。當天上午8時，聯合颱風警報中心將其升格為一級熱帶氣旋，同時印度氣象局將其升格為特強氣旋風暴。當天晚間8時，聯合颱風警報中心將其升格為二級熱帶氣旋。
10月27日凌晨2時，聯合颱風警報中心將其直接升格為四級熱帶氣旋，同時印度氣象局將其升格為極強氣旋風暴。下午1時，印度氣象局將其升格為超級氣旋風暴，使基亞爾成為自2007年超級氣旋風暴古努後，第一個達到此強度的熱帶氣旋。下午5時，印度氣象局把基亞爾的風速提升至130節（每小時240公里）。
在寒冷海面溫度、乾空氣與眼牆置換循環等因素影響之下，基亞爾開始減弱。10月29日上午11時，印度氣象局把基亞爾的風速調降至120節（每小時220公里）。當天下午，基亞爾的風眼填塞。下午2時，印度氣象局和聯合颱風警報中心將其降格為極強氣旋風暴和三級熱帶氣旋。
10月30日下午2時，聯合颱風警報中心將其降格為二級熱帶氣旋，不久後，印度氣象局將其降格為特強氣旋風暴。晚間8時，聯合颱風警報中心將其降格為一級熱帶氣旋。
10月31日凌晨2時，印度氣象局和聯合颱風警報中心將其降格為強烈氣旋風暴和熱帶風暴。上午8時，印度氣象局將其降格為氣旋風暴。
11月1日凌晨2時，聯合颱風警報中心將其降格為熱帶低氣壓，並對其發出最後報告。上午5時，印度氣象局將其降格為強低氣壓。11月3日上午5時，印度氣象局將其降格為低壓區。

## 影響
熱帶氣旋來臨前，印度氣象局向印度馬哈拉斯特拉邦、卡納塔克邦和果阿邦發佈了降雨和海浪警報。強風和强降雨毀壞了果阿邦的樹木和電線，造成山洪暴發，擾亂了果阿邦居民的日常生活。印度海軍從下沉的船中救出了17名漁民，該船沉沒於孟買西部的公海中。
在巴基斯坦南部，由於颶風帶來的大潮，官員們關閉了海灘並開放了四個避難所。洪水影響了卡拉奇的部分地區，關閉了Defence Raya高爾夫和鄉村俱樂部的一部分。
基亞爾的浪潮淹沒了阿曼海岸的城鎮。在鄰近的阿拉伯聯合大公國，大潮淹沒了沙迦和福吉拉的街道、房屋和學校。